# Bough Beech
Bough Beech est un village anglais situé dans le Kent.